# Asplenium pulchellum
Asplenium pulchellum är en svartbräkenväxtart som beskrevs av Giuseppe Raddi. Asplenium pulchellum ingår i släktet Asplenium och familjen Aspleniaceae. Inga underarter finns listade.